# Viscount Pevensey
Viscount Pevensey war ein erblicher britischer Adelstitel, der je einmal in der Peerage of Great Britain und in der Peerage of Ireland geschaffen wurde.

## Verleihung, nachgeordnete und weitere Titel
Erstmals wurde der Titel wurde am 14. Mai 1730 dem Lord President of the Council und späteren Premierminister Spencer Compton, 1. Baron Wilmington verliehen, zusammen mit dem übergeordneten Titel Earl of Wilmington. Bereits am 8. Januar 1728 war ihm der Titel Baron Wilmington, of Wilmington in the County of Sussex verliehen worden. Die Titel erloschen als er am 2. Juli 1743 unverheiratet und kinderlos starb.
In zweiter Verleihung wurde der Titel am 29. Juli 1802 in der Peerage of Ireland für John Baker-Holroyd, 1. Baron Sheffield, neu geschaffen, zusammen mit dem übergeordneten Titel Earl of Sheffield. Er war bereits 1781 und 1783 in der Peerage of Ireland und 1802 in der Peerage of the United Kingdom jeweils zum Baron Sheffield erhoben worden. Die Titel erloschen beim Tod seines Enkels, des 3. Earls, im Jahr 1909, mit Ausnahme der Baronie von 1783, die aufgrund einer besonderen Erbregelung an Edward Stanley, 4. Baron Stanley of Alderley fiel.

## Liste der Viscounts Pevensey

### Viscounts Pevensey, erste Verleihung (1730)
- Spencer Compton, 1. Earl of Wilmington, 1. Viscount Pevensey (um 1674–1743)

### Viscounts Pevensey, zweite Verleihung (1812)
- John Baker-Holroyd, 1. Earl of Sheffield, 1. Viscount Pevensey (1735–1821)
- George Holroyd, 2. Earl of Sheffield, 2. Viscount Pevensey (1802–1876)
- Henry Holroyd, 3. Earl of Sheffield, 3. Viscount Pevensey (1832–1909)